# Rade Marković
Radomir "Rade" Marković (în sârbă Радомир Раде Марковић; n. 14 octombrie 1921, Belgrad, Regatul Iugoslaviei – d. 10 septembrie 2010, Zabok, cantonul Krapina-Zagorje, Croația) a fost un actor sârb de teatru și de film. El a jucat în peste 90 de filme între 1948 și 2005. A fost căsătorit cu actrița Olivera Djordjevic (Marković) din 1945 până când au divorțat în 1964, cei doi au avut un fiu Goran, un celebru regizor sârb.

## Biografie
A studiat mai întâi Universitatea Tehnică, apoi s-a transferat la Facultatea de Filosofie din Belgrad, apoi s-a dedicat actoriei, inițial doar ca amator, cu un grup de tineri entuziaști din Belgrad ai primei generații postbelice, cu repetiții la Universitatea Ilija M. Kolarac. Olivera Djordjevic (mai târziu celebra actriță sârbă Olivera Markovic), cu care s-a căsătorit în 1945.
A fost un membru proeminent al Teatrului Dramatic din Belgrad între 1950 - 1952 și între 1954 - 1966, dar a jucat și în toate celelalte teatre din Belgrad, în total a jucat peste 200 de roluri diverse.
A fost profesor de actorie la Academia de Arte Dramatice din Novi Sad din 1983 până în 1999. Aici a predat la 4 clase de actori, printre care Marko Živić, Milica Zarić, Srdjan Timarov, Dragan Vujić, Radmila Tomović și Milan Čučilović.
În momentul în care se afla în vacanță la Klanjec, în casa celei de a doua soții a sa, s-a îmbolnăvit. El a murit la 10 septembrie 2010, la vârsta de 89 de ani, în secția de cardiologie a spitalului din Zabok, Croația. El a fost înmormântat la 15 septembrie pe Aleea Cetățenilor Emeriți, la Cimitirul Nou din Belgrad.

## Filmografie (selecție)

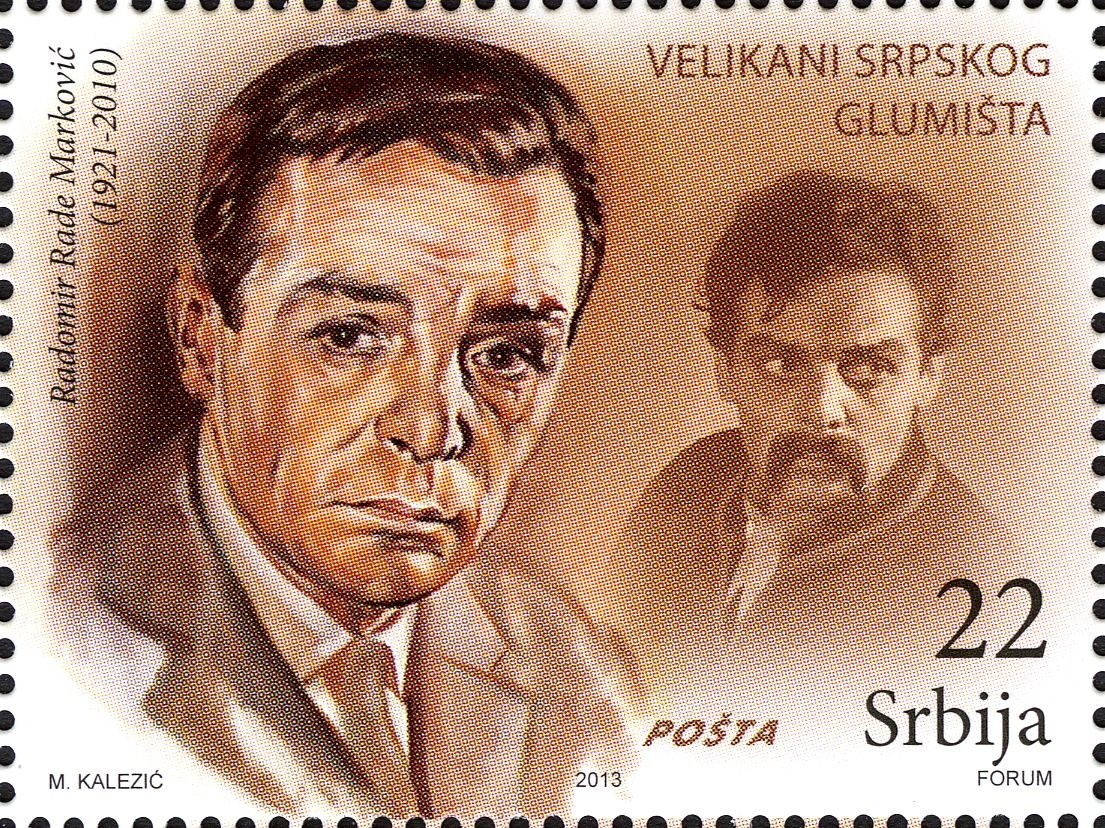
Rade Marković pe un timbru sârb din 2013

A debutat în 1948, în filmele Sofka (ca Tomka) și Besmrtna mladost (ca Misa).
- 1950 O sabie miraculoasă (Cudotvorni mac)
- 1964 Hoțul de piersici (Крадецът на праскови / Kradețăt na praskovi), regia Vălo Radev : Ivo Obrenovich
- 1968 Comandamenti per un gangster
- 1971 Capcană pentru general (Klopka za generala), regia Miomir Stamenković
- 1972 Covek koji je bacio atomsku bombu na Hirosimu : Branilac
- 1972 Valter apără Sarajevo (Valter brani Sarajevo), regia Hajrudin Krvavac : Sead Kapetanović
- 1983 Kako sam sistematski unisten od idiota : Sinisa
- 1987 Miriana : Dr. Svetislav Popovic

## Premii
- Premiul Dobričin (1998)
- Statueta lui Joakim Vujić (2005)

## Vezi și
- Listă de actori sârbi